# Левич, Вениамин Григорьевич
Вениами́н Григо́рьевич Ле́вич (17 (30) марта 1917, Харьков — 19 января 1987, Энглвуд, Нью-Джерси) — советский и израильский физик, член-корреспондент АН СССР (1958); работал в области физической химии. Ученик академиков Льва Ландау и Александра Фрумкина.

## Биография
Сын инженера-строителя Григория (Гирш-Ария) Вениаминовича Левича и его жены Гени Нотовны. Окончил Харьковский университет (1937). Под руководством Л. Д. Ландау защитил докторскую диссертацию в Московском государственном педагогическом институте; до 1949 года преподавал там же. В 1940—1958 годах — сотрудник Института физической химии АН СССР.
В 1945 году Курчатов, по рекомендации Фрумкина, ввел Левича в Технический совет Спецкомитета при СНК СССР. В Техсовете Спецкомитета, занимавшегося атомным проектом, Левич был заместителем редактора технического бюллетеня, присутствовал почти на всех заседаниях и имел допуск к документам с грифом «Совершенно секретно. Особая папка».
В 1955—1964 годы заведовал кафедрой теоретической ядерной физики в МИФИ. С 1957 года — заведующий теоретическим отделом Института электрохимии АН СССР.
В 1964 году назначен заведующим созданной приказом ректора МГУ Петровского по предложению М. В. Келдыша кафедры химической механики механико-математического факультета МГУ. По инициативе Левича на кафедре были развёрнуты работы по применению методов теории возмущений в задачах физико-химической гидродинамики.
В 1972 году подал документы на выезд в Израиль, в этой связи произошло расформирование кафедры химической механики и Левич был уволен.
Данная Левичем во времена работы над атомным проектом пожизненная подписка не вступать в контакты с иностранными гражданами и государствами послужила основанием для отказа в выезде в Израиль. Левич боролся за свой отъезд, о нем многократно рассказывали западные радиоголоса, в 1977 г. Оксфордский университет организовал конференцию по физико-химической гидродинамике, посвященную Левичу. В 1977 году он возглавил семинар учёных-отказников. Спустя шесть лет, в 1978 году, после личной просьбы сенатора Э. Кеннеди, Левичу разрешили выехать в Израиль.
По словам А. А. Рухадзе, при отъезде серьёзных препятствий Левичу не чинили, до отъезда за ним сохранялись льготы члена-корреспондента Академии наук (спецстоловая, спецполиклиника).

«Дружеские отношения с В. Г. Левичем у меня сохранились вплоть до его отъезда в Израиль <…>. Перед его отъездом мы встретились в спецполиклинике Академии наук, и он долго мне рассказывал о причинах, побудивших его к отъезду. Этот поступок выглядел со стороны совершенно непонятным. Он пользовался в нашей стране большим уважением, был избран в Академию наук СССР, заведовал кафедрой на мехмате МГУ, отделом в Институте электрохимии АН СССР, написал прекрасную монографию по химической гидродинамике, был окружен талантливыми учениками. <…> Была, наверное, более веская причина, совсем не политическая, и поэтому ему не чинили серьёзных препятствий при отъезде» — Рухадзе А. А. События и люди. М.: Научтехлитиздат. 2010. 344 с.
С 1978 года — в Израиле; был профессором Тель-Авивского университета и одновременно профессором Сити-колледжа при Нью-Йоркском городском университете, где основал Институт физико-химической гидродинамики и стал его первым директором. После смерти Левича институту было присвоено его имя.
Основные труды по физико-химической гидродинамике. Разработал теорию переноса вещества к поверхности раздела фаз, теорию концентрационной поляризации, теорию непрерывного двойного электрического слоя.

## Награды
- Первый лауреат медали Фарадея по электрохимии от Королевского химического общества (1977).